# Thames Ditton
Thames Ditton – wieś w Anglii, w hrabstwie Surrey, w dystrykcie Elmbridge. Leży 20 km na południowy zachód od centrum Londynu. Miejscowość liczy 5863 mieszkańców.